# Les Hauts et les Bas de Sophie Paquin
Les Hauts et les Bas de Sophie Paquin est un feuilleton télévisé québécois en 52 épisodes de 45 minutes, créé par Richard Blaimert et diffusé entre le 19 septembre 2006 et le 2 décembre 2009 à la Télévision de Radio-Canada.
En Suisse, le feuilleton a été diffusé à partir du 1er juillet 2008 sur TSR2, en Belgique sur RTL-TVi et en France depuis le 11 août 2011 sur France 2 en version doublée.
La série a aussi été adaptée en anglais sous le titre Sophie avec Natalie Brown dans le rôle-titre, diffusée de janvier 2008 à mars 2009 sur le réseau CBC, dont cinq épisodes ont été diffusés en avril 2009 sur ABC Family.

## Synopsis
Sophie Paquin est directrice d'une agence artistique qu'elle a héritée de son père. Elle traverse une série d'épreuves (son petit ami la quitte pour lui préférer sa meilleure amie ; elle accouche d'un bébé métis qu'elle a eu lors d'une aventure pendant une nuit à New York ; son frère qu'elle croyait en Inde, aux dires de sa mère, rentre d'un séjour en prison ; sa mère est caractérielle...) qui font d'elle une femme moderne, mais surtout attachante.

## Fiche technique
- Scénariste : Richard Blaimert
- Réalisation : Richard Lahaie, François Bouvier et Claude Desrosiers
- Société de production : Sphère Média Plus

## Distribution
- Suzanne Clément (VF : Barbara Tissier) : Sophie Paquin
- Éric Bernier (VF : Pierre Tessier) : Martin Brodeur
- Élise Guilbault (VF : Denise Metmer) : Estelle Poliquin
- Jean-Nicolas Verreault (VF : Jérôme Rebbot) : Roch Paquet
- Christiane Pasquier (VF : Marion Game) : Gisèle Paquin
- Émile Proulx-Cloutier (VF : Fabrice Fara) : Damien-Philippe Paquin
- Marie-Thérèse Fortin : Barbara Blouin
- Pauline Martin : Mme Théberge
- Benoît McGinnis : Jean-Sébastien Laurin
- Catherine-Anne Toupin : Mélissa Briant
- Danny Blanco Hall : Malik Collins
- Sébastien Ricard : Mathieu
- Rosalee Jacques (VF : Anouck Hautbois) : Ophélie Poliquin
- Isabelle Vincent : Louise Nantel
- Stéphane Demers : Bernard
- Catherine De Léan : Valérie Bédard
- Marie-Ève Beaulieu : Katrina Lapointe
- Steve Laplante : Guillaume Payer
- Marie-Hélène Gendreau : Brigitte
- David Savard : Rodrigue Marsolais
- Patrick Goyette : Bruce Thompson
- Sheena Larkin-La Brie : Mme Rothstein
- Estelle Clareton : Marie-Christine
- Anthony Lemke : David Rothstein
- Denis Bernard : Yves Cormier
- Julie Le Breton : Isabelle Boyer
- François Létourneau : Marc Tremblay
- Benoît Gouin : Jean-Luc Savard
- Jean-René Ouellet : Paul-André Boudou
- Laurent-Christophe de Ruelle : Étienne Cormier
- Louis Champagne : Réal Potvin
- Christian Bégin : John Desrosiers
- Alicia-Lee Boncompain : Bébé Malik 2
- Claude Despins : Gaston Rouleau
- Yvan Benoît : M. Jacques
- Luc-Martial Dagenais : Dr Gervais Pagé
- Annick Desmarais : Marielle Léonard
- Raymond Cloutier : Robert Paquin
- Marie-Christine Labelle : Lise
- Loukael Dantus Gouchie : Bébé Malik
- Isaac Riahi : Bébé Malik
- Thiéry Dubé : Éric Bérubé
- Guillaume Champoux : François L’Heureux
- Stéphan Côté : Agent Simard
- Alexandre Daneau : Ambulancier
- Marc Legault : Guide
- André Vézina : M. Caron
- Diane St-Jacques : Mme Rhéaume
- Diane Langlois : Luce-Anne
- Jean-Marc Dalphond : Agent de sécurité
- Richard Thériault : Julien Challier
- Bobby Beshro : Philippe Lacoste
- Guillaume Cyr : Éloi
- Nicolas Germain-Marchand : préposé au sauna
- Sébastien Huberdeau : Benjamin Lemieux
- James Hyndman : Denis Cadorette
- Bénédicte Décary : Coralie Arpin
- Rose-Maïté Erkoreka : Mélanie
- Dominique Leduc : Alice Brodeur
- Camille Vanasse : vendeuse
- Neil de Albuquerque : prof de yoga
- Michael Dozier : Procureur
- Janique Kearns : Nancy
- Danielle Lépine : Adjointe casting
- Isabelle O'Brien : Nadia
- Geneviève Schmidt : régisseure
- Félix Monette-Dubeau : Justin Delacroix
- François Sasseville : patient tuberculeux
- Élyse Aussant : infirmière
- François Longpré : Laurent Locas
- Pierre Mailloux : Maurice
- Michel Savard : Pierre
- Isabelle Gaumont : Nicole
- Sébastien Beaulac : voleur
- Frédéric Cloutier : Sébastien
- Marc Fournier : réalisateur
- Denis Michaud : proprio de montgolfières
- Giuseppe Tancredi : producteur de télévision
- Michel Thériault : Marc-André Léry
- Élisabeth Locas : Éléonore
- Antoine Portelance : avocat
- Marc-François Blondin : Claude-Michel
- Caroline Bouchard : Marie-Christine
- Maxime Desjardins : David (2007)
- Luc St-Denis : journaliste
- Myreille Bédard : Diane
- Sébastien René : livreur de fleurs
- Marie-Ève Laverdure : Anne
- Catherine Renaud : Guylaine
- Jacques Allard : Pierre-Olivier Choquette
- Richard Fréchette : Louis Quintal
- Sylvie Ferlatte : Rita Dionne
- Stéphane Blanchette : Norbert
- Alexandre Beaulieu : Alain
- Frédérik Zacharek : vendeur de cuir
- Marjolaine Lemieux : Solange
- Dominik Dagenais : Martin Brodeur, jeune
- Luc Senay : Maurice
- Michel Perron : Dr Gagnon

 Source et légende : version française (VF) sur RS Doublage

## Épisodes

### Première saison (2006)
1. La Tornade
2. Les Parias
3. Le lien le plus fort
4. Question d'équilibre
5. L'Appel des sens
6. Mouvement de paix
7. Degrés d'amour
8. Faces cachées
9. État de transparence
10. Le Choc des rencontres
11. Le Bon Rôle
12. Revenir de loin
13. L’Éloge de la folie

### Deuxième saison (2007)
1. Les humeurs du destin
2. Croire en l'impossible
3. Le cœur et la raison
4. Le vent de la destinée
5. Erreur sur la personne
6. La porteuse de secrets
7. Preuves d’amour
8. Des loups dans la bergerie
9. Cœurs découverts
10. Cohabitations
11. Rêver en couleur
12. Les toxines de l’amour
13. Aimer au pluriel

### Troisième saison (2008)
La troisième saison a été diffusée entre le 8 septembre et le 15 décembre 2008 à Radio-Canada.
1. Les lois du mensonge
2. Coup de poignards
3. La Tornade II
4. C'est jamais assez !
5. Sortir des sentiers connus
6. J'irai où tu voudras
7. Du malheur à vendre
8. Anguilles sous roche
9. La grandeur du Bouddha !
10. Un monde d'illusions
11. Réinventer sa vie
12. Déjouer le passé
13. Je t'aime

### Quatrième saison (2009)
La quatrième saison a été diffusée entre le 9 septembre et le 2 décembre 2009 à Radio-Canada.
1. Visite surprise
2. Les envahisseurs
3. Les effets de l'amour [1/2]
4. Les effets de l'intimité [2/2]
5. Vampires ou bon samaritain
6. Lune de miel en péril
7. Secrets ou mensonges ?
8. Comment s'en sortir ?
9. Coups de poing
10. Les tournants de la vie
11. SOS Malik
12. New York, New York
13. Une dernière fois

## Récompenses
- 2007 et 2008 : Prix Gémeaux du meilleur premier rôle féminin dans une comédie pour Suzanne Clément
- 2007, 2009 et 2010 : Prix Gémeaux du meilleur rôle de soutien féminin dans une comédie pour Élise Guilbault
- 2008 : Prix Gémeaux du meilleur rôle de soutien masculin pour Éric Bernier
- 2008 : Prix Gémeaux de la meilleure comédie
- 2007 à 2009 : Prix Gémeaux de la meilleure réalisation pour une comédie pour Claude Desrosiers
- 2010 : Prix Gémeaux de la meilleure réalisation pour une comédie pour François Bouvier
- 2008 à 2010 : Prix Gémeaux du meilleur texte pour une comédie pour Richard Blaimert
- 2009 : Prix Gémeaux du meilleur montage, dramatique : Dominique Champagne
- 2009 : Prix Gémeaux de la meilleure création de costumes toutes catégories : Josée Castonguay